# Moca pardalina
Moca pardalina är en fjärilsart som beskrevs av Walker 1863. Moca pardalina ingår i släktet Moca och familjen Immidae. Inga underarter finns listade i Catalogue of Life.